# Spørgeskema
Et spørgeskema er en videnskabelig metode, indeholdende en række af spørgsmål, der anvendes til at indhente viden fra svarpersonen. Selvom det oftest bliver benyttet som et statistisk værktøj, er dette ikke altid tilfældet. Spørgeskemaet blev opfundet af Sir Francis Galton.

## Fordele og ulemper
Spørgeskemaer har nogle fordele over for andre spørgeundersøgelser, idet de er billige, ikke kræver lige så meget af undersøgeren som f.eks. telefonundersøgelser og ofte har standardiserede svarmuligheder, der gør det enklere at gruppere dataene. Spørgeskemaers udbredelse er desuden begrænset af, at svarpersonen skal kunne læse, forstå og besvare spørgsmålene. Således vil denne form for undersøgelse ikke kunne gøre sig gældende i visse demografiske befolkningsgrupper. Et andet problem i forbindelse med udarbejdelse af spørgeskemaer er udformning og formulering af spørgsmålene. Her stilles krav om præcision i formuleringen af spørgsmålene, ligesom det er et krav, at spørgsmålet er entydigt. Et ofte anvendt eksempel på manglende entydighed er spørgsmålet: "Er du ophørt med at slå dine børn?" Uanset om der svares "ja" eller "nej" vil den adspurgte blive registreret som "voldelig".
De metodiske problemer ved udformning af spørgeskemaer er af samme type som ved meningsmålinger og andre opinionsmålinger. Se også sociologisk metode.

## Begreber
- Ved en observationsanalyse vises og sammenholdes de svar, som respondenter (svarpersoner) har afgivet på en undersøgelses spørgsmål. Observationsanalyser bruges primært til at få vist respondenternes tekstsvar, dvs. eventuelle kommentarer.
- Ved en gennemsnitsanalyse beregnes gennemsnittet af et spørgsmål i et spørgeskema ved at summere alle værdier af spørgsmålet og dividere med antallet af svar på spørgsmålet. Ved åbne numeriske spørgsmål beregnes på den værdi, en respondent har skrevet, og ved skalaspørgsmål beregnes på de værdier, de enkelte svarmuligheder er blevet tildelt i systemet. Ved en gennemsnitsanalyse kan man få vist Observeret minimum og Observeret maksimum, som er hhv. den mindste og største værdi af variablen, som indgår i beregningen. Dette med henblik på at afsløre evt. ”ekstreme” værdier, som påvirker gennemsnittet uhensigtsmæssigt.